# Лобанов, Дмитрий Дмитриевич
Дми́трий Дми́триевич Лоба́нов (род. 23 октября 1957) — российский дипломат. Чрезвычайный и полномочный посол (2021).

## Биография
Окончил Московский государственный институт международных отношений МИД СССР (МГИМО) (1979). Владеет французским и английским языками. На дипломатической работе с 1979 года.
В 1999—2003 годах — старший советник Посольства России во Франции.
В 2005—2020 годах — заместитель директора Первого Европейского департамента МИД России.
С 17 сентября 2020 года — чрезвычайный и полномочный посол Российской Федерации в Люксембурге.

## Дипломатический ранг
- Чрезвычайный и полномочный посланник 2 класса (24 января 2008)[2].
- Чрезвычайный и полномочный посланник 1 класса (10 июня 2017)[3].
- Чрезвычайный и полномочный посол (28 декабря 2021)[4].

## Награды
- Медаль ордена «За заслуги перед Отечеством» II степени (1 мая 2012) — за большой вклад в реализацию внешнеполитического курса Российской Федерации, заслуги в развитии международных культурных связей, сохранении культурного наследия, научно-педагогической деятельности и подготовке высококвалифицированных кадров[5].
- Почётная грамота Правительства Российской Федерации (11 мая 2010) — за большой личный вклад в подготовку и подписание Соглашения между Правительством Российской Федерации и Правительством Французской Республики о временной трудовой деятельности граждан одного государства на территории другого государства[6]